# 阿爾默河
51°44′55″N 8°42′25″E / 51.74861°N 8.70694°E

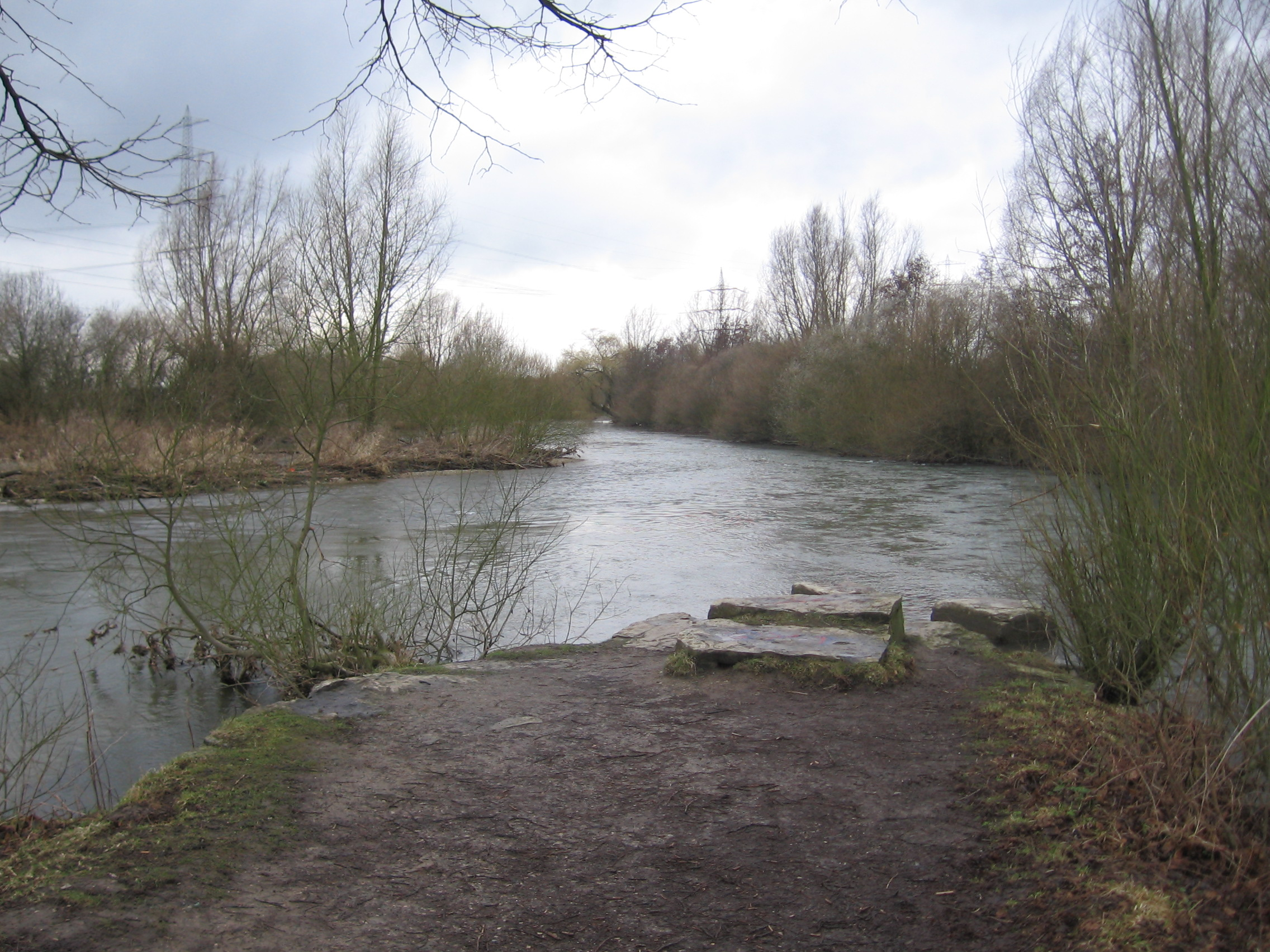

阿爾默河是德國的河流，位於北萊茵－威斯特法倫，屬於利珀河的支流，河道全長50公里，面積767平方公里，河畔城鎮有帕德博恩和布里隆。